# زنبوردار

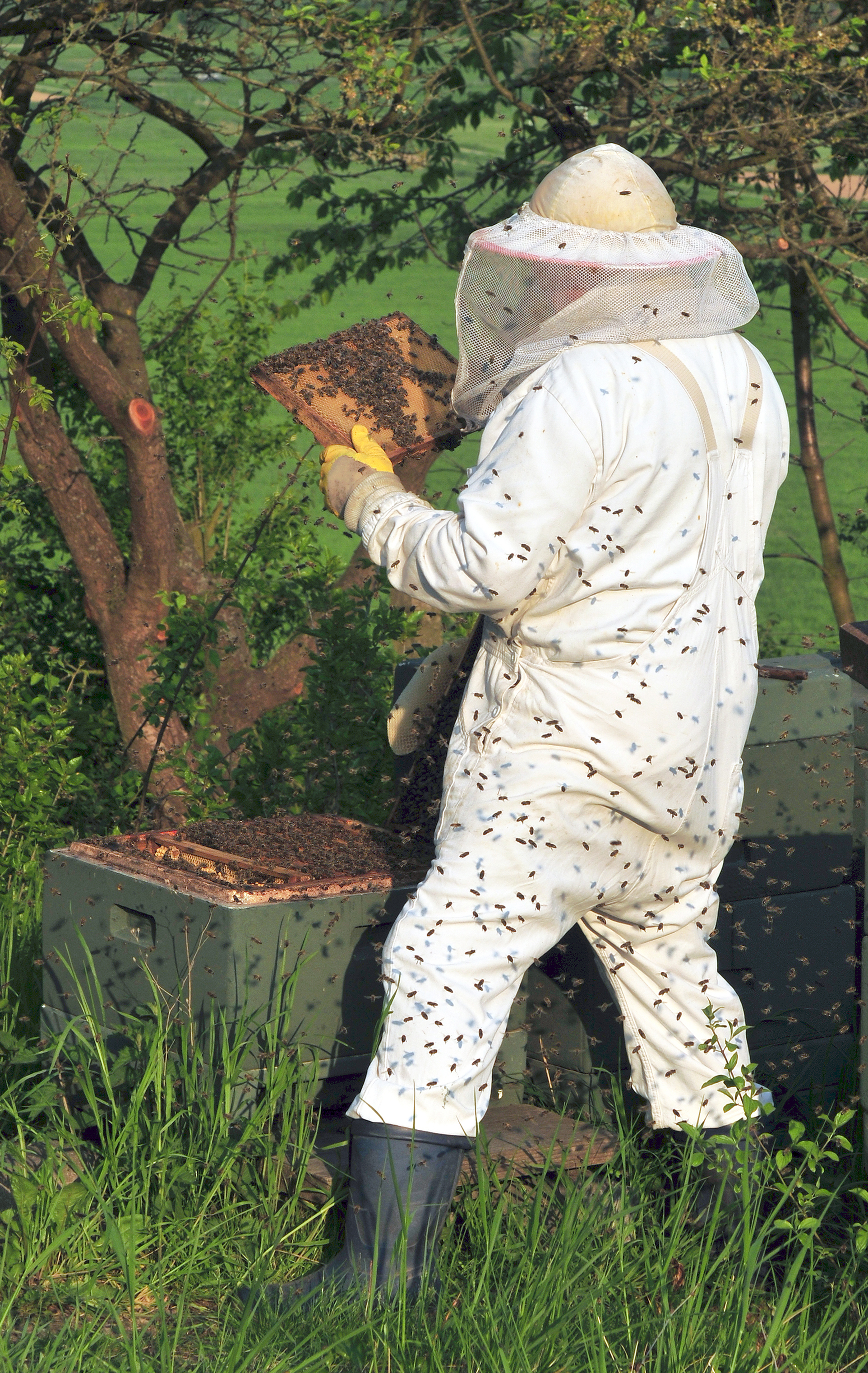
یک زنبوردار در نیدرزاکسن در آلمان.

زنبوردار به فردی گفته می‌شود که وظیفه نگهداری زنبور عسل را بر عهده دارد. زنبور عسل توانایی تولید عسل، موم، گرده و ژله رویال را داراست. زنبورداران همچنین از زنبور عسل برای گرده افشانی که موجب تولید میوه و سبزی می‌شود استفاده می‌کنند. بسیاری از مردم زنبور عسل را برای سرگرمی نگهداری می‌کنند. دیگران برای سود به نگهداری زنبور اقدام می‌کنند. این‌ها عواملی هستند که بر تعداد کلونی زنبورهای عسل که توسط زنبورداران نگهداری می‌شود اثر می‌گذارد.